# Ga Choji
Ga Choji (Tiếng Hàn: 초지역, Hanja: 草芝驛) (trước đây gọi là Ga Gongdan) là ga trên Tàu điện ngầm vùng thủ đô Seoul tuyến 4, Tuyến Suin–Bundang và Tuyến Seohae.
Chính phủ của thành phố Ansan công bố rằng nhà ga này chính thức được đổi tên thành Ga Choji vào cuối tháng 6 năm 2012.

## Lịch sử
- 10 tháng 1 năm 1994: Bắt đầu kinh doanh với tên Ga Gongdan
- 13 tháng 3 năm 2002: Hạ cấp xuống ga đơn không bố trí
- 30 tháng 6 năm 2012: Đổi tên nhà ga thành Ga Chogeok[2]
- 21 tháng 10 năm 2013: Tên ga trên Tuyến Seohae của Tàu điện ngầm vùng thủ đô Seoul được quyết định là Ga Hwarang[3]
- 6 tháng 4 năm 2018: Thay đổi tên ga của Tuyến Seohae của Tàu điện ngầm vùng thủ đô Seoul thành Ga Choji[4]
- 16 tháng 6 năm 2018: Trở thành ga trung chuyển với việc khai trương Tuyến Seohae của Tàu điện ngầm vùng thủ đô Seoul[5]
- 12 tháng 9 năm 2020: Khai trương Tuyến Suin–Bundang và dừng tàu tốc hành Tuyến 4

## Bố trí ga

### Tuyến số 4 và Tuyến Suin–Bundang (2F)
| ↑ Gojan |
| \| １   |
| Ansan ↓ |

| １ | ● Tuyến 4            | → Hướng đi Ansan · Oido →                           |
| １ | ● Tuyến Suin–Bundang | → Hướng đi Jeongwang · Incheon Nonhyeon · Incheon → |
| ２ | ● Tuyến 4            | ← Hướng đi Jungang · Geumjeong · Danggogae          |
| ２ | ● Tuyến Suin–Bundang | ← Hướng đi Suwon · Seohyeon · Wangsimni             |

### Tuyến Seohae (B4F)
| ↑ Seonbu |
| \| ２    |
| Siu ↓    |

| 1 | ● Tuyến Seohae | ← Hướng đi Sincheon · Sân bay Quốc tế Gimpo · Ilsan |
| 2 | ● Tuyến Seohae | → Hướng đi Siu · Wonsi →                            |

## Xung quanh nhà ga
- Choji-dong
- Wongok-dong
- Văn phòng Danwon-gu
- Công viên giải trí Hwarang
- Ansan Smart Hub
- Trụ sở hỗ trợ công nghiệp thành phố Ansan
- Đảo Ansan
- Đại học Shin Ansan
- Công viên Ansan
- Công viên Jayeon
- Công viên Baegun
- Trung tâm Xúc tiến Công nghiệp Thông tin Ansan
- Viện đào tạo doanh nghiệp vừa và nhỏ
- Trung tâm đào tạo trẻ Ansan
- Chợ công dân Ansan
- Chợ Raseong
- Trường tiểu học Ansan Wongok
- Sở cảnh sát Wonseon
- Nhà thờ Công giáo Wongok
- Trường tiểu học Gwansan
- Công viên Seonbu 1
- Trung tâm phúc lợi xã hội thành phố Ansan
- Sân vận động Ansan Wa
- Hồ chứa nước Hwarang
- Bảo tàng Nghệ thuật Gyeonggi
- Trường tiểu học và trung học Choji
- Công viên Dunnae
- Trường trung học cơ sở Choji
- Trường tiểu học Choji
- Công viên Baegun

## Hình ảnh

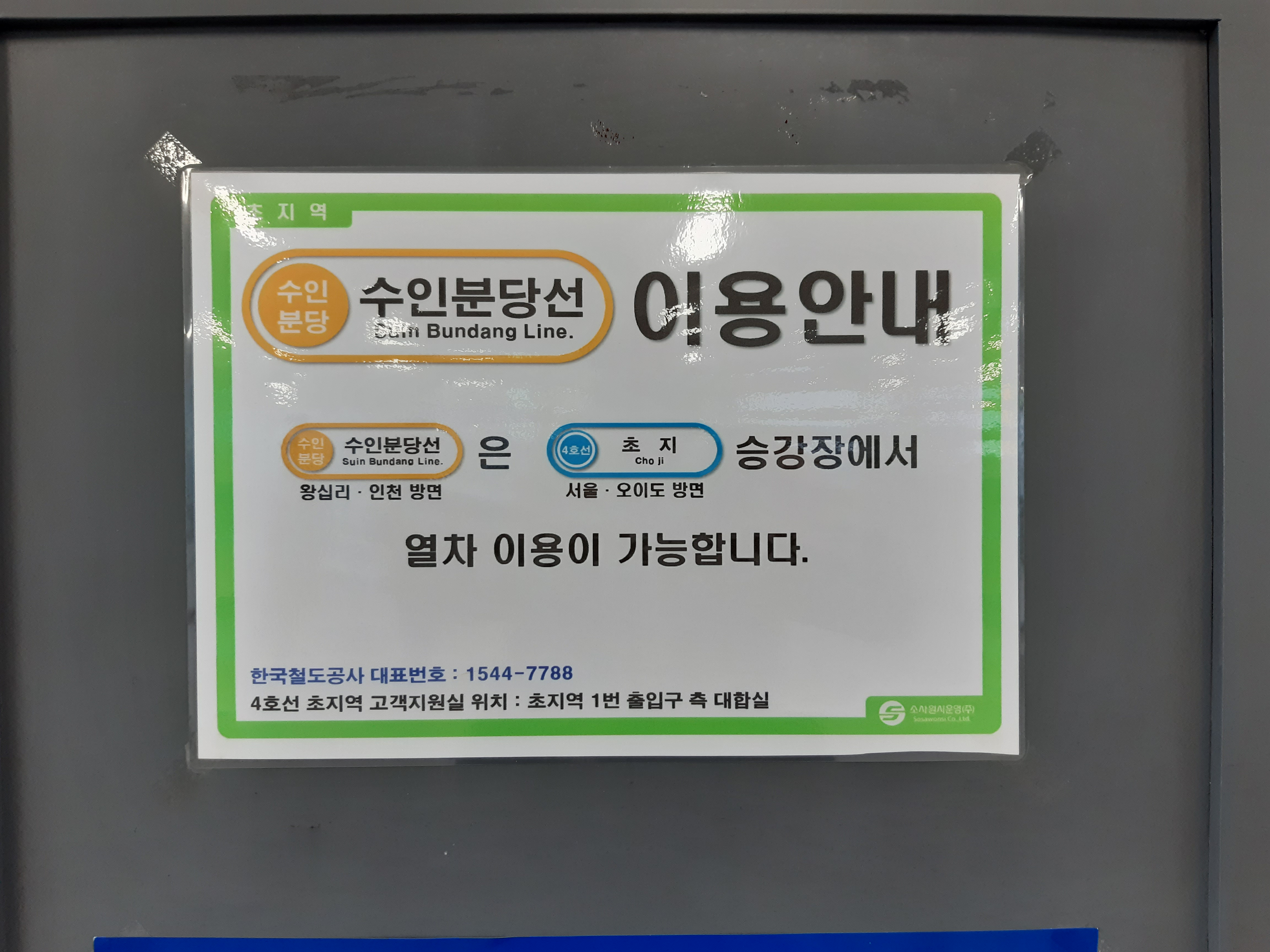
Thông tin chuyển tuyến
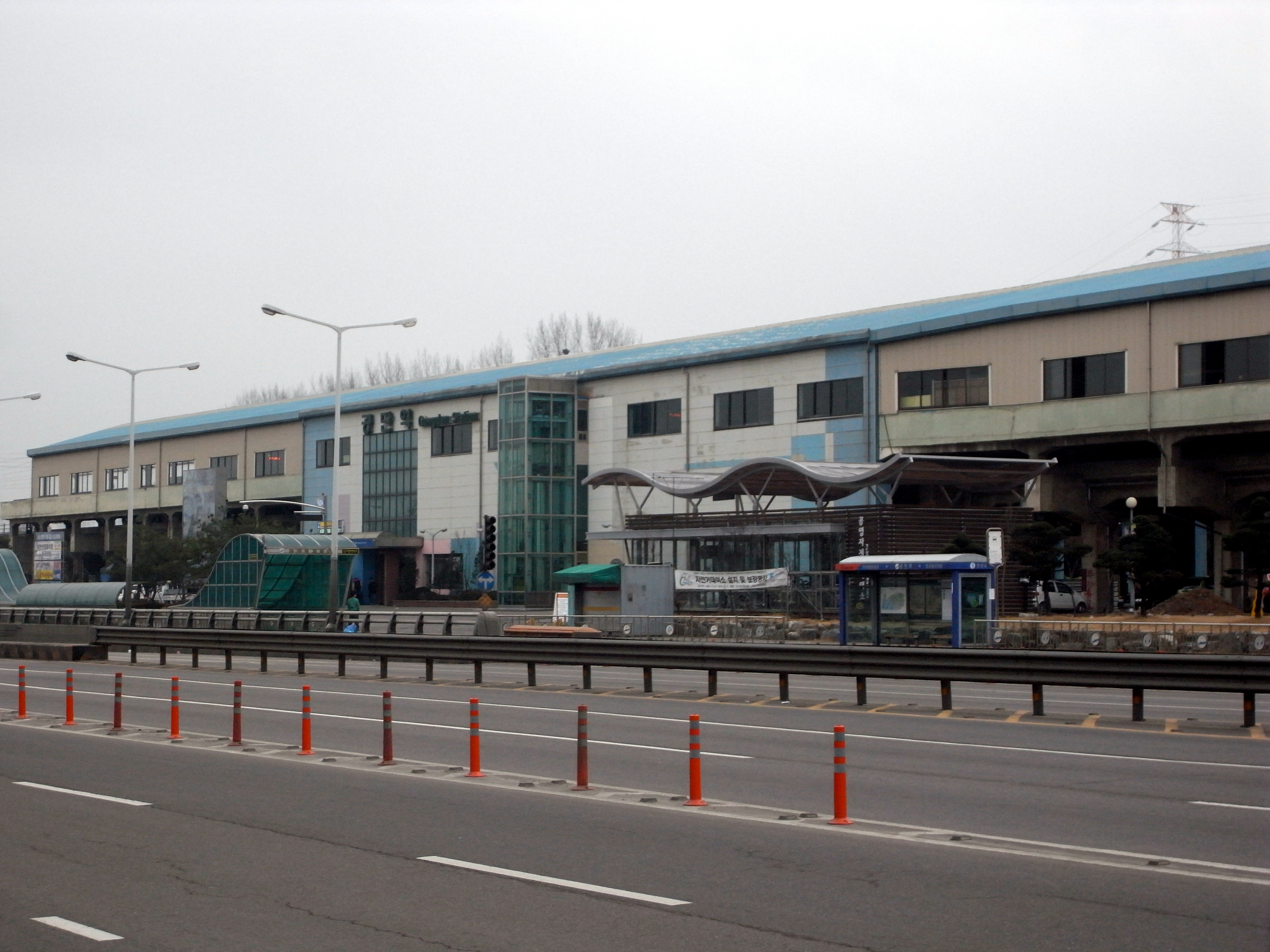
Ga Gongdan vào ban ngày
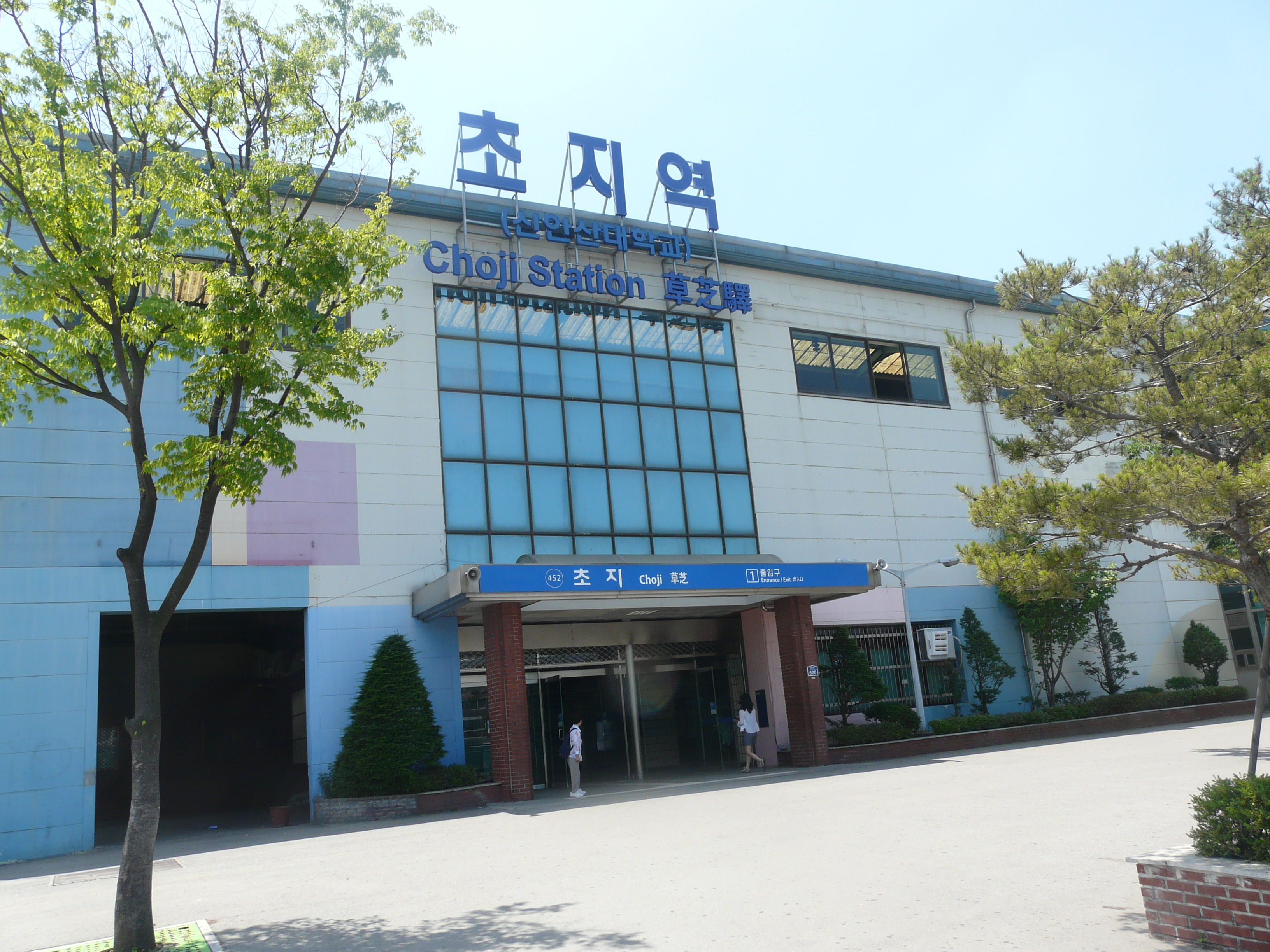
Lối ra số 1
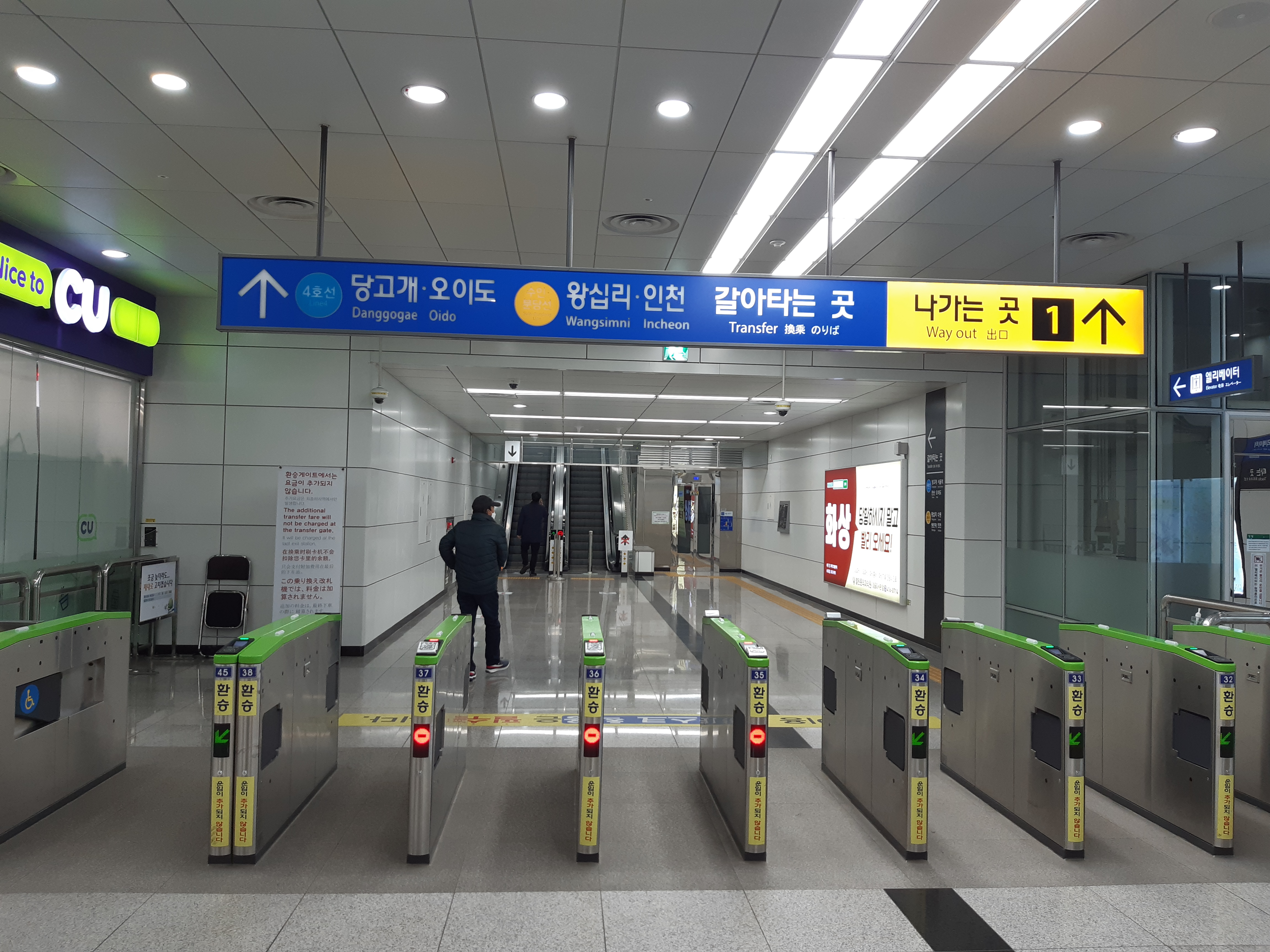
Lối chuyển tuyến
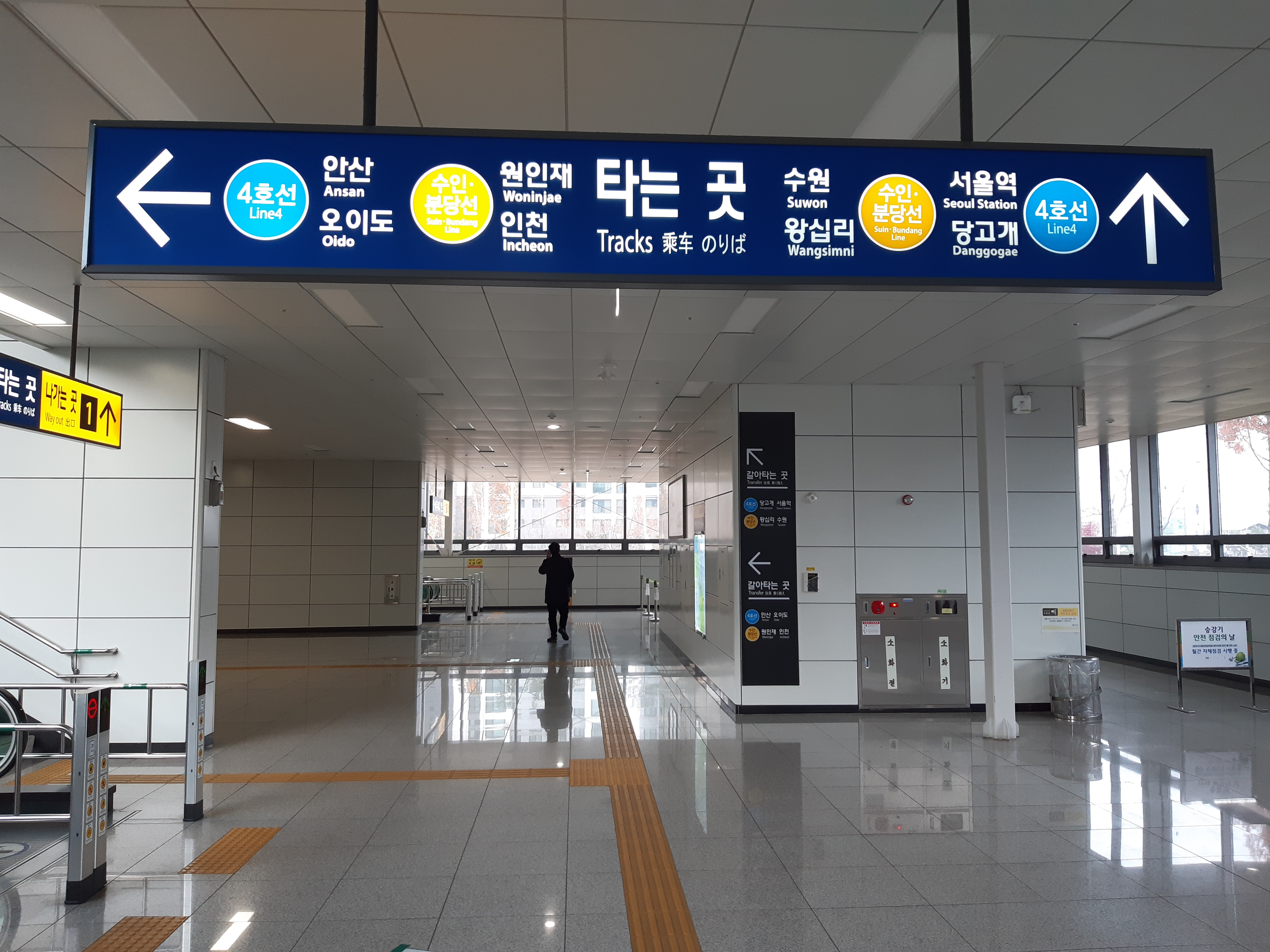
Lối chuyển tuyến 2
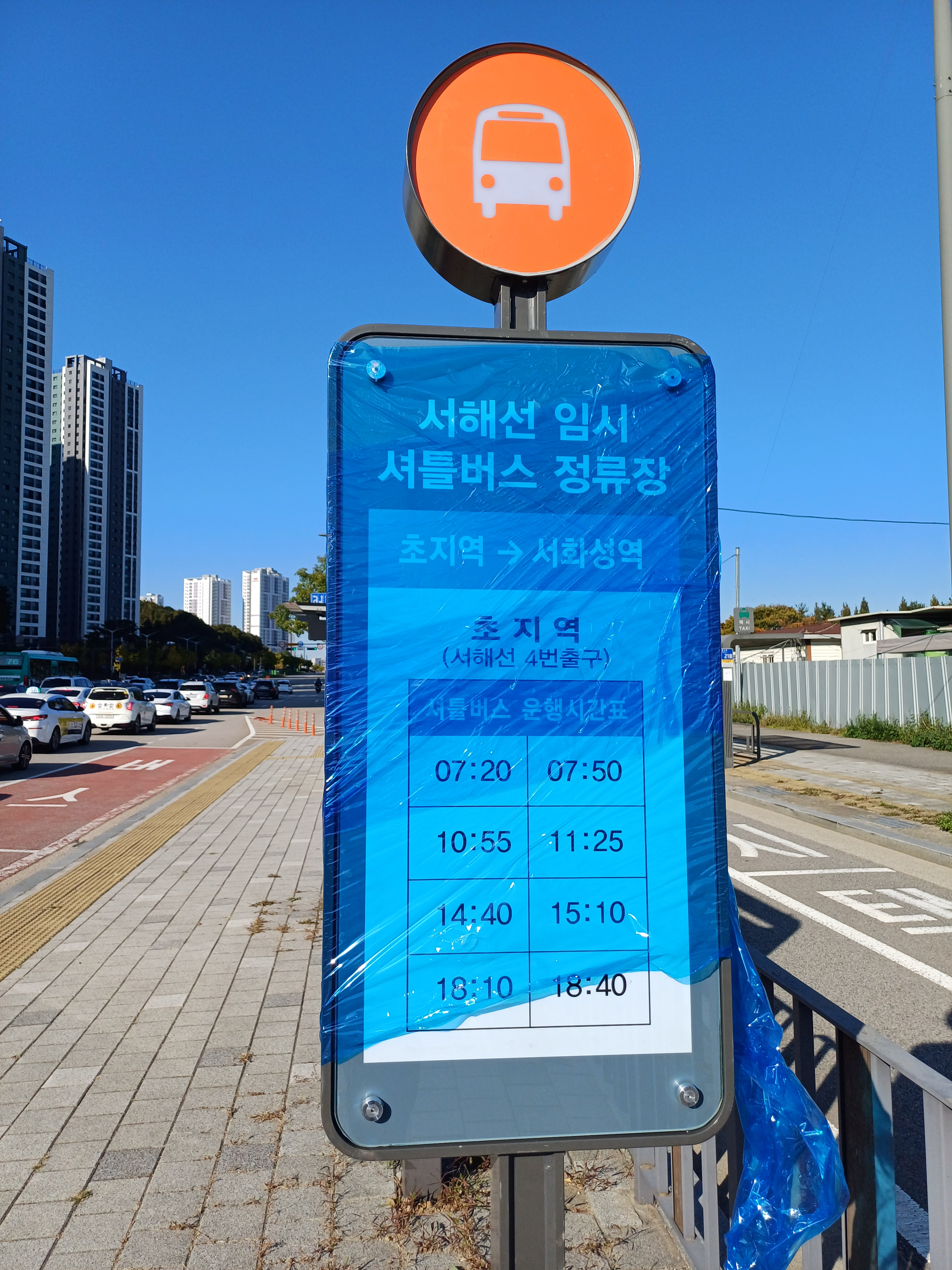